# Olgierd Moskalewicz
Olgierd Moskalewicz (ur. 16 lutego 1974 w Połczynie-Zdroju) – polski piłkarz występujący na pozycji napastnika.

## Kariera
Karierę piłkarską rozpoczął w miejskim klubie KSPN Spójnia Świdwin. Grał tam dwa sezony, zauważony przez drużynę Pogoni Szczecin, przeniósł się i zadebiutował w I lidze w 1992, w meczu przeciwko Ruchowi Chorzów (0:3).
Wystąpił w 340 meczach w ekstraklasie, zdobywając 75 bramek. Z Wisłą Kraków zdobył dwa mistrzostwa Polski, Puchar Ligi oraz Puchar Polski. Ma na swoim koncie 1 mecz w kadrze narodowej (45 minut w wygranym przez Polskę 1:0 meczu z Islandią, 15 listopada 2000).
Moskalewicz zarówno w Arce, jak i wcześniej w Pogoni wybrał sobie nr 78 na koszulce, ponieważ w tym roku miał miejsce wybór pierwszego Polaka na papieża.
Jest pomysłodawcą halowego turnieju piłkarskiego im. Stefana Gadochy Moskalewicza, organizowanego co roku w Świdwinie na cześć swojego ojca, znanego niegdyś lokalnego działacza sportowego. Regularnie występuje w nim wielu znanych zarówno byłych, jak i obecnych piłkarzy, m.in. Mirosław Szymkowiak, Piotr Reiss, Maciej Stolarczyk czy Mariusz Jop.